# Axxea
Axxea (Ahke, Axxe, Ax'xea, Ax-xea), Axxea je podvodno čudovište Cheyenne Indijanaca koje vreba u jezerima i izvorima i jede ljude. Neki Cheyenne ljudi smatraju da je Axxea isto stvorenje kao i rogata zmija Mehne (ili dva različita imena za isto čudovište ili je Axxea osobno ime određenog Mehne pojedinca.) Drugi Cheyenne pripovjedači ih prikazuju kao dva različita čudovišta. Opisi Axxee uvelike se razlikuju: neke legende predstavljaju čudovište kao rogatu zmiju, druge kao četveronožno čudovište poput vodenog bika ili podvodne pantere, a treće kao divovskog crva ili gusjenicu.